# 木戸孝允が登場する大衆文化作品一覧
木戸孝允 (桂小五郎) が登場する大衆文化作品（きどたかよし（かつらこごろう）がとうじょうするたいしゅうぶんかさくひんいちらん）

## 主題とした作品

### 伝記
- 村松剛「醒めた炎 木戸孝允」 中央公論社 全2巻／中公文庫 全4巻。昭和62年（1987年）菊池寛賞受賞

### 小説
- 司馬遼太郎「逃げの小五郎」
- 水嶋元「国の扉 桂小五郎伝」 東京図書出版会 初版平成25年10月
- 中尾實信「小説　木戸孝允 －愛と憂国の生涯－」（上）（下）　鳥影社　2018年3月
- 谷口純「維新の恋と嵐」　株式会社パレード　2020年9月

### 伝記漫画
- 城爪草 「週刊マンガ日本史 36号 木戸孝允」 朝日新聞 2010年
- 坂倉彩子「小学館版学習まんが人物館  木戸孝允(桂小五郎)」（監修：落合弘樹）小学館 2018年
- 中島健志「コミック版日本の歴史 幕末・維新人物伝 木戸孝允」 (監修：加来耕三) ポプラ社 2018年

### 漫画
- 石渡治「HAPPY MAN〜爆裂怒濤の桂小五郎〜」
- 泰三子『だんドーン 番外・長州編』（講談社 2024年）

### 舞台
- HAPPY MAN（劇団M.O.P.・1989年）
- 白雲を望む（劇団青年座 ：霜康司作、高松潤主演、2013年）[1]

### 映画
- 桂小五郎（1911年、演：村田正雄）
- 桂小五郎と幾松（1926年、演：森野五郎）
- 剣士桂小五郎（1933年、演：阪東妻三郎）
- 旅姿桂小五郎（1934年、演：坂東勝太郎）
- 颯爽桂小五郎（1936年、演：坂東勝太郎）
- 剣風練兵館（1944年、演：阪東妻三郎）
- 桂小五郎と近藤勇 龍虎の決戦（1957年、演：嵐寛寿郎）

### 楽曲
- 桂小五郎（1988年、歌：尾形大作）

## 登場作品

### 小説
- 林真理子『西郷どん!』（2017年、KADOKAWA）

### テレビドラマ
- 『竜馬がゆく』（1965年、毎日放送、演：東千代之介）
- 『新選組血風録』（1965年、NET、演 : 名和宏）
- 『三姉妹』（1967年、NHK大河ドラマ、演：御木本伸介）
- 『竜馬がゆく』（1968年、NHK大河ドラマ、演：高橋昌也）
- 『新選組』(1973年、フジテレビ、演 : 菅原文太)
- 『勝海舟』（1974年、NHK大河ドラマ、演：和崎俊哉）
- 『花神』（1977年、NHK大河ドラマ、演：米倉斉加年）
- 『竜馬がゆく』（1982年、テレビ東京12時間超ワイドドラマ、演：竜崎勝）
- 『白虎隊』（1986年、日本テレビ年末時代劇スペシャル、演：石橋正次）
- 『田原坂』（1987年、日本テレビ年末時代劇スペシャル、演：風間杜夫）
- 『五稜郭』（1988年、日本テレビ年末時代劇スペシャル、演：あおい輝彦）
- 『坂本龍馬』（1989年、TBS大型時代劇スペシャル、演：篠田三郎）
- 『奇兵隊』（1989年、日本テレビ年末時代劇スペシャル、演：中村雅俊）
- 『翔ぶが如く』（1990年、NHK大河ドラマ、演：田中健）
- 『竜馬がゆく』（1997年、TBS大型時代劇スペシャル、演：石黒賢）
- 『徳川慶喜』（1998年、NHK大河ドラマ、演：黒田アーサー）
- 『新選組血風録』（1998年、テレビ朝日、演：勝野洋）
- 『蒼天の夢 松陰と晋作・新世紀への挑戦』（2000年、NHK正月時代劇、演：阿部寛）
- 『竜馬がゆく』（2004年、テレビ東京新春ワイド時代劇、演：原田龍二）
- 『新選組!』（2004年、NHK大河ドラマ、演：石黒賢）
- 『白虎隊』（2007年、テレビ朝日新春スペシャルドラマ、演：榊英雄）
- 『篤姫』（2008年、NHK大河ドラマ、演：スズキジュンペイ）
- 『龍馬伝』（2010年、NHK大河ドラマ、演：谷原章介）
- 『新選組血風録』（2011年、NHKBSプレミアムBS時代劇、演：野村宏伸）
- 『JIN-仁-』（2011年、TBS、演：山口馬木也）
- 『八重の桜』（2013年、NHK大河ドラマ、演：及川光博）
- 『花燃ゆ』（2015年、NHK大河ドラマ、演：東山紀之）
- 『西郷どん』（2018年、NHK大河ドラマ、演：玉山鉄二）

### 映画
- 『鞍馬天狗』シリーズ（1928年・1930年・1932年・1937年 - 1940年、1952年 - 1953年、1955年 - 1956年、1959年、1965年）
- 『徳川一族の崩壊』（1980年、演：松方弘樹）
- 『幕末青春グラフィティ 坂本竜馬』（1982年、演：小室等）
- 『幕末青春グラフィティ Ronin 坂本竜馬』（1986年、演：川谷拓三）
- 『竜馬を斬った男』（1987年、演：本田博太郎）
- 『幕末純情伝』（1991年、演：柄本明）
- 『映画ねこねこ日本史〜龍馬のハチャメチャタイムトラベルぜよ!〜』（2020年、アニメ映画、声：太田悠介）
- 『るろうに剣心 最終章 The Beginning』（2021年、演：高橋一生）
- 『新解釈・幕末伝』（2025年公開予定、演：山田孝之）

### ゲーム
- 『維新の嵐』（1988年）
- 『維新の嵐 幕末志士伝』（1998年）
- 『維新の嵐 疾風龍馬伝』（2010年）
- 『龍が如く 維新!』（2015年）
- 『Rise of the Ronin』（2024年）

### アニメ
- 『お〜い!竜馬』（1992年、声：中村大樹）
- 『るろうに剣心 -明治剣客浪漫譚-』（1996年 - 1998年、声：関智一）
- 『ねこねこ日本史』（2016年 - 2021年、声：太田悠介）
- 『ブッチギレ!』（2022年、声：浅沼晋太郎）

### 漫画
- 小山ゆう『AZUMI』（小学館）
- 小山ゆう『お〜い!竜馬』（小学館）
- そにしけんじ『ねこねこ日本史』（実業之日本社）
- 朔田 浩美 『百花春風抄 風の章』[2] （講談社ワイドKC Kiss） 2011年11月
- 和月伸宏『るろうに剣心 -明治剣客浪漫譚-』（集英社）
- 鈴ノ木ユウ『竜馬がゆく』（文藝春秋）